# Rue des Bannières
La rue des Bannières (en néerlandais : Banierenstraat) est une rue bruxelloise située sur le territoire des communes de Woluwe-Saint-Pierre et de Woluwe-Saint-Lambert, qui va de la rue Sombre à la rue Vandenhoven sur une longueur totale de 160 mètres.

## Histoire et description
Ancien « chemin de la procession » figurant sur l'Atlas communal de 1808, la rue des Bannières, dont le nom évoque les oriflammes arborées lors des processions, forme la limite entre les deux communes de Woluwe.
Ancien nom : rue (ou chemin) de la Procession.

## Situation et accès
Il s'agit d'une petite rue à sens unique, le côté pair de la rue est situé sur la commune de Woluwe-Saint-Pierre, le côté impair sur la commune de Woluwe-Saint-Lambert. À noter qu'aucune maison n'est répertoriée sur le côté impair car elle donne sur le parc du château t'Hof van Brussel.

## Inventaire régional des biens remarquables
- Au no 12, maison de style éclectique, début du XXe siècle, de composition asymétrique de deux niveaux. Façade de briques, actuellement peinte, rehaussée de bandeaux. Baies à linteau métallique. Frise à tables enduites. Lucarne ultérieure. Huisserie conservée. Architecte non mentionné[3].

- Au no 20, maison de style éclectique tardif, de composition asymétrique de deux niveaux, 1927. Façade de briques rouges, rehaussée de briques blanches. Baies sous linteau de pierre bleue et arc de décharge. Huisserie conservée, à petits-bois et vitres colorées[4].